# Liste der brasilianischen Botschafter in St. Kitts und Nevis
Der Botschafter residiert im St. Kitts Marriott Resort & The Royal Beach Casino, 858 Frigate Bay Road #17206, Frigate Bay südöstlich von Basseterre.
| Ernannt       | Name                                     | Bemerkungen | Mensagem Senado Federal | im Senat des Nationalkongress vorgestellt am | ernannt von                          | akkreditiert während der Regierung von | Posten verlassen |
| ------------- | ---------------------------------------- | --- | ----------------------- | -------------------------------------------- | ------------------------------------ | -------------------------------------- | ---------------- |
| 11. Nov. 1980 | Amaury Bier                              | Amtssitz in Port of Spain ab 1985 in Bridgetown |                         |                                              | João Baptista de Oliveira Figueiredo | Harold Bernard St. John                | 1990             |
| 2. Mai 1996   | Carlos Alfredo Pinto da Silva            | Amtssitz in Brigdtetown | MSF 125 de 1996         | 18. Apr. 1996                                | Fernando Henrique Cardoso            | Harold Bernard St. John                |                  |
| 14. Sep. 2004 | Orlando Galvêas Oliveira                 | Amtssitz in Brigdtetown (* 23. Dezember 1942 in Divisa zwischen Espírito Santo und Bahia) Sohn von Cléa Martins Galvêas Oliveira und Djamla de Sá Oliveira. 1996 bis 1998: Botschafter in Pretoria, 1998: Botschafter in Windhoek | MSF 6 de 2003           | 7. Juli 2004                                 | Luiz Inácio Lula da Silva            | Harold Bernard St. John                |                  |
| 30. Nov. 2009 | Miguel Júnior França Chaves de Magalhães | | MSF 112 de 2009         | 18. Nov. 2009                                | Luiz Inácio Lula da Silva            | Harold Bernard St. John                |                  |
| 26. Juni 2013 | Douglas Wanderley de Vasconcellos        | | MSF 17 de 2013          | 8. Mai 2013                                  | Dilma Rousseff                       | Harold Bernard St. John                |                  |

Quelle: